# Kentriodon
Kentriodon é um gênero de mamífero que viveu durante o período Mioceno. Kentriodon possivelmente era um golfinho primitivo.

## Descrição
Os exemplares de Kentriodon poderiam crescer de 2-5m, com várias semelhanças aos golfinhos modernos. Exemplares de Kentriodon são conhecidos a partir de vários fósseis encontrados ao redor do mundo. Foram odontocetos de pequeno a médio porte com crânios em grande parte simétricos.